# 徐韜 (臺灣藝人)
徐韜（1996年6月29日—），臺灣男藝人。2017參與麥當勞廣告《麥當勞歡樂送，這個時候，有你真好》創下百萬點閱率。2017年5月11日開播的網路劇《紅色氣球》中飾演主角李向晚打開知名度，2018年最新戲劇作品為由電影導演李鼎執導的《大崎下》，與方文琳，唐川，蘇炳憲等硬底子演員共同主演。
2021年通過由王小棣等八位導演共同創辦參與《茁劇場》好演員班甄選，成功入選正取生前10名，並進入好演員專業班進行戲劇相關課程訓練。並在 2022年參與《茁劇場－綠島金魂》的演出，飾演配角徐文國。

## 影視作品

### 長篇電影
| 年份   | 劇名             | 角色   | 導演   |
| 2022年 | 《流麻溝十五號》 | 林耀輝 | 周美玲 |

### 長篇劇集
| 年份   | 劇名                       | 角色              | 導演                   | 播出平台                     |
| 2016年 | 《High 5 制霸青春》        | 客串（第5, 11集） | 林子平                 | 八大綜合台                   |
| 2018年 | 《高校英雄傳》             | 王東海            | 張佳賢、林清芳         | 三立都會台                   |
| 2022年 | 《茁劇場－綠島金魂》       | 徐文國            | 北村豐晴               | 公視、MyVideo、台視、LINE TV |
| 2022年 | 《HIStory5－遇見未來的你》 | 林懷恩            | 陳怡妤                 | LINE TV                      |
| 2023年 | 《親愛壞蛋》               | 張守勝            | 洪子鵬                 | 三立都會台、TVBS歡樂台       |
| 2024年 | 《小菁與言言》             | 劉尚翔            | 安哲毅、曾培善、練健輝 | YouTube                      |

### 電視電影
| 年份   | 劇名       | 角色   | 導演 | 播出平台   |
| 2018年 | 《大崎下》 | 阿耀牯 | 李鼎 | 客家電視台 |

### 迷你劇集
| 年份   | 劇名                          | 角色                |
| 2017年 | 《紅色氣球》                  | 李向晚（少年）      |
| 2017年 | 《富錦街-這條街上的那些故事》 | 林紹德（阿德）      |
| 2017年 | 《女大生宿舍》                | （客串第3、6集）    |
| 2017年 | 《可惡！把我的青春還給我》    | 洪啟明（阿明）      |
| 2019年 | 《女孩要幹嘛》                | 新同事（客串第8集） |
| 2022年 | 《酷蓋爸爸2》                 | 小威                |

### 短篇電影/微電影
| 年份   | 劇名                 | 角色   | 導演   |
| 2018年 | 《加好友的那件小事》 | 杜書哲 | 林俊傑 |
| 2023年 | 《初聲》             | 朱建斌 | 龔秋蓉 |
| 2024年 | 《再相信一次》       | 白菜   |        |

### 音樂錄影帶
| 年份   | 歌名                                       | 歌手                                                        |
| 2017年 | 《We Are One》（國際不再恐同日主題曲）     | 蔡健雅、張惠妹、林憶蓮、那英、蕭亞軒、楊丞琳、徐熙娣、A-Lin |
| 2019年 | 痞子的情書 （页面存档备份，存于）          | 信 (歌手)                                                   |
| 2020年 | 過 Should've Let Go （页面存档备份，存于） | 王嘉爾、林俊傑                                              |
| 2021年 | 清晨五點 （页面存档备份，存于）            | 原子邦妮                                                    |
| 2022年 | 多虧你啊 （页面存档备份，存于）            | 戴佩妮                                                      |
| 2022年 | 不在一起就不會分開 （页面存档备份，存于）  | 洪佩瑜                                                      |
| 2023年 | 離開的一路上 （页面存档备份，存于）        | 理想混蛋                                                    |
| 2023年 | 很遠的遠方 （页面存档备份，存于）          | 理想混蛋                                                    |
| 2024年 | 純屬友誼 （页面存档备份，存于）            | 陳卓琳                                                      |
| 2024年 | 成長的錯 （页面存档备份，存于）            | 古巨基、告五人                                              |

## 其他作品

### 廣告作品
| 日期          | 廣告名稱                                                    |
| ------------- | ----------------------------------------------------------- |
| 2017年3月12日 | 麥當勞歡樂送，這個時候，有你真好                            |
| 2017年4月20日 | SYM Mio暖男駕訓班 FINAL 恐龍男篇                            |
| 2017年9月28日 | 台灣大哥大 （页面存档备份，存于） iPhone 8 最i果粉 i就換8   |
| 2017年11月2日 | 台灣大哥大 （页面存档备份，存于） iPhone X 最i果粉 10在愛你 |
| 2018年3月26日 | 7-ELEVEN （页面存档备份，存于） 轉角的義大利美味            |
| 2018年5月29日 | LA NEW【NEW MAN】系列                                       |
| 2018年6月20日 | 【LINE TODAY 】向右一點 精彩多一點 (家庭篇)                 |
| 2019年1月16日 | 【Garena 極速領域 】氮氣噴射篇                              |
| 2019年1月25日 | 【Garena 極速領域 】派對音樂篇                              |
| 2019年2月2日  | 【Garena 極速領域 】道具支援篇                              |
| 2019年10月9日 | 信義房屋 （页面存档备份，存于）原來默契一直都在             |
| 2020年3月22日 | 麥當勞歡樂送這個時候，有你真好                              |
| 2020年8月3日  | 茶裏王 （页面存档备份，存于）一次次失敗，成就我喜歡的樣子   |
| 2020年10月8日 | Sony Xperia 5 II 不錯過真情偵探社                           |
| 2022年4月20日 | 麥當勞歡樂送 （页面存档备份，存于）_上班族篇                |
| 2022年4月20日 | 麥當勞歡樂送 （页面存档备份，存于）_家人篇                  |

### 粉絲見面會、發布會
| 日期           | 見面會名稱                          | 地點                         |
| -------------- | ----------------------------------- | ---------------------------- |
| 2017年5月10日  | 《紅色氣球》首映記者會              |                              |
| 2017年6月28日  | 《富錦街》首映記者會                | 酷瞧                         |
| 2017年7月8日   | 《紅色氣球》粉絲見面會              | 台北德惠弍參展演空間         |
| 2017年7月15日  | 《富錦街》左擁右抱粉絲見面會        | Fujin Tree Cafe 富錦樹咖啡店 |
| 2017年8月9日   | 《富錦街》同學會                    | 台北月見君想                 |
| 2017年10月28日 | 《Matcha one》代言-抹茶約會         | Matcha one（台北忠孝店）     |
| 2017年12月17日 | 《可惡把我的青春還給我》試映會      | 松山文創園區                 |
| 2018年1月28日  | 《可惡把我的青春還給我》粉絲見面會  | 世貿                         |
| 2018年3月16日  | 《大崎下》首映會                    | 華山1914文化創意產業園區     |
| 2018年6月12日  | 《高校英雄傳》發佈記者會            | 三立電視台                   |
| 2018年8月24日  | 《高校英雄傳》特映會                | 三立電視台                   |
| 2019年2月23日  | 金穗獎影展-《大崎下》見面會         | 華山1914文化創意產業園區     |
| 2022年12月22日 | 《HIStory5-遇見未來的你》口碑特映會 |                              |
| 2022年12月28日 | 《HIStory5-遇見未來的你》首映記者會 |                              |
| 2023年3月11日  | 2023 HIStory Party                  | Despace原動空間              |
| 2023年7月1日   | 台北電影節台灣短SHOW Ⅱ映後          | 台北信義威秀影城第十廳       |

## 外部連結
- 徐韜的Facebook專頁
- 徐韜的Instagram帳戶
- 徐韜的新浪微博